# Aleksander Fijałkowski
Aleksander Fijałkowski – powstaniec i emigrant.
W powstaniu listopadowym w stopniu porucznika był adiutantem gen. Franciszka Morawskiego. Na emigracji został pracownikiem francuskiego ministerstwa wojny. W 1849 Adam Mickiewicz skłonił go do objęcia dowództwa nad oddziałem ochotników, podążających do Legionu Polskiego we Włoszech. W Genui bił się przez dwie doby po stronie republikanów. We Florencji połączył się z resztą legionu. Ściągnięty przez Giuseppe Mazziniego wraz ze swoim oddziałem dla obrony Rzymu przed połączonymi oddziałami francusko-neapolitańskimi. 
W 1854 wstąpił do Kółka lewicy emigracyjnej. Po zawarciu pokoju paryskiego w 1856 został pułkownikiem armii hiszpańskiej. W 1861 na wezwanie Józefa Wysockiego objął stanowisko dowódcy Polskiej Szkoły Wojskowej w Genui. Po przeniesieniu szkoły do Cuneo w 1862 brał udział w negocjacjach warunków jej likwidacji. Dalsze jego losy są nieznane.